# My Web Sport
My Web Sport (Eigenschreibweise: MYWEBSPORT) ist eine österreichische Firma, die mit einer Video- und Lasertechnik verschiedene Trainingsmöglichkeiten und Turnierformate im Billard (zunächst nur Karambolage) anbietet. Das Funktionsprinzip ähnelt dem des Fernschachs.

## Geschichte

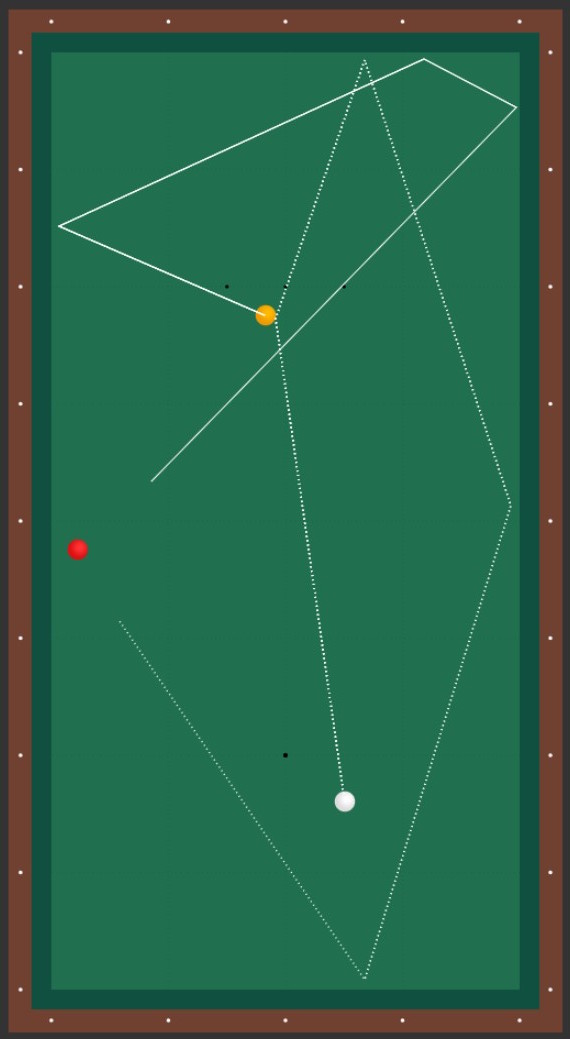
Darstellung der Ballverfolgung mittels Lauflinien

Am 18. April 2008 meldete My Web Sport ihre Technik als Patent an. Die Software für das von Thomas Riml erfundene System wurde von Mario Prantl programmiert. Der österreichische Dreibandspieler Andreas Efler unterstützte Riml von Beginn an bei der Umsetzung und bei der Vermarktung. Seit 2015 unterrichtet Efler einige seiner Schüler über das System.
My Web Sport basiert auf der Idee, sich mittels Internet weltweit mit anderen Spielern „zu treffen“, um gemeinsam zu spielen und/oder zu trainieren. Am 10. Juni des Jahres ging die erste Version online, im Mai 2009 wurde die erste öffentliche Präsentation in der Billardsportarena in Innsbruck durchgeführt. Der BC Stuttgart war im November 2011 der erste Verein, der das System außerhalb Österreichs einführte. Ein Jahr später wurden in Südkorea die ersten Systeme außerhalb Europas eingeweiht, darunter in der Billiard Academy von William Oh, dem koreanischen Kozoom-Chef, in Cheongju. Seit 2013 war das System bei den German Dreiband Masters im Einsatz. Im Juni 2015 fand das erste internationale Turnier mit sechs Veranstaltungsstätten (2 × Wien, Innsbruck, Essen, Berlin und dem belgischen Zutendaal) statt. Sieger wurde der deutsche Weltmeister Wolfgang Zenkner. Seit März 2017 ist es möglich, die Ballverfolgung (s. Bild) anzuzeigen und zu speichern. Damit können im Nachhinein einzelne Züge besser analysiert werden.
Mit dem Dreiband Challenge Masters (3CC) in Seoul wurde das System erstmals offiziell bei einem UMB-Turnier eingesetzt.

## Funktionsweise
Die über dem Tisch montierte Kamera nimmt die Spielsituation auf (Standort A), ermittelt die Ballstellung, verarbeitet diese mittels eines speziellen Computerprogramms und transferiert die Stellung per Internet an den Spielpartner am Standort B. Der dortige Computer markiert dann nacheinander (Weiß, Gelb, Rot) die Position der Bälle, die dann vom Spieler oder Schiedsrichter mit einer Positionshilfe aufgesetzt werden. Im Trainingsbetrieb kommunizieren die Spieler mittels des Headsets und können das gegnerische Spiel auf dem Monitor verfolgen.

## Anwendungsmöglichkeiten
My Web Sport bietet den (lizenzierten) Besitzern/Spielern eines solchen Systems eigene Portale an, um sich mit Spielern weltweit zu verknüpfen.
- Trainerportal: Spieler können hier nach geeigneten Trainern suchen und diese buchen. Trainer können ihre Hilfe in ihrem Namen und auf eigene Rechnung anbieten.
- Matchportal: Hier können Spitzenspieler gebucht werden.
- Spielerportal: Spieler können nach Gegnern oder Trainingspartnern suchen (nach Disziplinen sortiert).
- Turnierportal: Lizenzierte Spieler können sich an Turnieren beteiligen. Organisiert werden diese von der 2008 gegründeten My Web Sport World Association (MWA). Mitgliedsvereine können jederzeit Turniere nach MWA-Regularien ausrichten und anbieten.[1]

## Verbreitung
Die Standorte teilen sich wie folgt auf :
- Deutschland 9× (z. B. in den Bundesligavereinen BC München, ATSV Erlangen, BC Regensburg)
- Österreich 4×
- Italien 2×
- Schweiz 2×
- Dänemark, Griechenland, Polen, Südkorea je 1×

## Technik
Die Ausrüstung besteht aus folgenden Komponenten:
- Kamerasystem (Positionsermittlung der Bälle)
- Laservorrichtung, inkl. Antriebsmotoren
- Filmkamera und Fernsehbildschirm zur Übertragung der Spielsituation am Tisch (Zuschauerperspektive)
- PC mit Bildschirm zur Spielerkommunikation, Spielverfolgung etc.
- MyWebSport-Software
- Fernbedienung
- Headset mit Kopfhörer und Mikrofon